# Витаминотерапия
Витаминотерапия — применение витаминов с лечебной целью при некоторых заболеваниях внутренних органов, кожных болезнях, нервных расстройствах и прочих заболеваниях.

## Применение
При авитаминозе или гиповитаминозе — витамин B является основным видом лечения, однако злоупотреблять витаминами не следует, ибо это может спровоцировать аллергические реакции. Нужно строго придерживаться дозы, указанной врачом. Витамин A применяется для лечения ксероофтальмии, витамин B1 — для лечения бери-бери, витамин B2 — для лечения арибофламиноза, витамин PP — для лечения пеллагры, витамин B12 — для лечения Болезни Адиссона-Бирмера, витамин C — для лечения цинги, фолиевая кислота — для лечения спру и витамин D — для лечения рахита. В этих случаях терапевтическая доза препарата увеличивается в несколько раз. С целью неспецифического воздействия витамины применяют при различных заболеваниях, не связанные с витаминной недостаточностью, например, употребление в больших дозах витамина C (как в лекарственных формах, так и цитрусовых) во время гриппа и ОРВИ даёт противовоспалительный эффект. Применение витаминов (в частности B1, B12, B15, C и PP) способствует ослаблению токсических проявлений ряда медикаментов и повышает эффективность некоторых лекарств. Витаминотерапия проводится на фоне диеты, богатой белком, т.е белок удерживает витамины в организме. Витаминотерапия проводится в виде выдачи таблеток, а также в виде уколов (внутривенно, внутримышечно и подкожно) и капельниц. Продолжительность лечения витаминами определяется характером заболевания и индивидуальной переносимостью витаминов.